# سدلاری، والیوو
سدلاری (به صربی: Sedlari) یک روستا در صربستان است که در والیفو واقع شده‌است.
 سدلاری  ۱٬۳۱۳ نفر جمعیت دارد.